# Ole Bornedal
Ole Bornedal (nascut el 26 de maig de 1959) és un director de cinema, actor i productor danès.
Bornedal va néixer a Nørresundby, Dinamarca. Va escriure i va dirigir Nattevagten (1994), un thriller sobre un estudiant de dret que treballa en una morgue com a vigilant nocturn, i s'involucra en una sèrie. dels assassinats de prostitutes. També va dirigir un remake en anglès (Nightwatch) el 1997, protagonitzat per Ewan McGregor, Nick Nolte i Patricia Arquette. El 2002, va dirigir I Am Dina. Altres pel·lícules daneses inclouen Vikaren (2007), Kærlighed på film (2007) i Fri os fra det onde. Va dirigir la pel·lícula en anglès The Possession (2012) i va ser un dels productors de la pel·lícula de terror Mimic. El 2014 va escriure i dirigir l'èpic drama històric 1864, la sèrie de televisió danesa més cara de la història, que narra la Segona Guerra de Schleswig a través de la història de dos germans.
Està casat amb l'actriu danesa Helle Fagralid, i té tres fills.

## Filmografia
| Any  | Títol                             | Paper                           | Notes                            |
| ---- | --------------------------------- | ------------------------------- | -------------------------------- |
| 1993 | I en del af verden                |                                 | TV                               |
| 1993 | Masturbator                       |                                 | TV                               |
| 1994 | Nattevagten                       | Director, guió                  | llargmetratge                    |
| 1995 | Sprængt nakke                     |                                 | TV                               |
| 1996 | Charlot og Charlotte              |                                 | Sèrie de televisió               |
| 1997 | Mimic                             | Productor                       |                                  |
| 1997 | L'ombra de la nit                 | Director, guionista             | Remake USA de Nattevagten.       |
| 1999 | Dybt vand                         |                                 | TV                               |
| 2002 | I Am Dina                         | Director, guionista             | Coproducció sueco-noruego-danesa |
| 2007 | Vikaren                           | Director, guionista             | Llargmetratge                    |
| 2007 | Kærlighed på film                 | Director, guionista, fotografia |                                  |
| 2009 | Fri os fra det onde               | Director, guionista             |                                  |
| 2012 | The Possession                    | Director                        | Pel·lícula estatunidenca         |
| 2014 | 1864                              | Director                        | Sèrie de televisió               |
| 2021 | Skyggen i mit øje                 | Director                        |                                  |
| 2023 | Nattevagten 2 - Dæmoner går i arv | Director, guionista             |                                  |